# Juilliard School
A Juilliard School zenész- és színészképző egyetem (performing arts conservatory) New Yorkban. Egyszerűen „Juilliard“ néven is emlegetik a korábbi zenész- és képzőművészképző intézmény emlékére. Az iskola a Lincoln Centerben, Manhattanben található, és egyidejűleg kb. 700 beiratkozott zene-, tánc- és színjátszásszakos hallgatója van. A Curtis Institute mellett ez az Amerikai Egyesült Államok legjobb ilyen egyeteme, egyike a világ vezető zeneiskoláinak, jónéhány igen becses művészeti programmal.

## Története
Az iskolát 1905-ben „Institute of Musical Art“ néven Frank Damrosch alapította, azzal a szándékkal, hogy Amerikában az európai konzervatóriumokkal megegyező minőségű képzési központ legyen zenészek számára. Először a Fifth Avenue és a 12. utca sarkán állt, s az első évben 500 hallgatója volt. 1910-ben székhelyét a Claremont Avenue-ra tette át.
1919-ben a gyermektelen Augustus D. Juilliard végrendeletében ötmillió amerikai dollárt hagyományozott kifejezetten „a zene fejlődése céljára” 1920-tól kezdve az iskola számára. Az alapítvány neve „Juilliard Musical Foundation“ (JMF) volt, tulajdonosa a „Juilliard Graduate School“, amelynek neve 1926-ban Institute of Musical Art lett. Első vezetője John Erskine volt, a Columbia Egyetemről. Őt 1937-ben Ernest Hutcheson követte, egészen 1945-ig. 1946-ban az iskola neve „The Juilliard School of Music“ lett. A rektor ekkor William Schuman, az első zenei Pulitzer-díjasok egyike volt.
Schumann alatt, 1951-ben az iskola táncszakkal bővült, amelyet Martha Hill vezetett. Peter Mennin idején, 1968-ban pedig a színművészeti fakultással, amelynek első vezetője John Houseman volt. 1969-ben a Lincoln Centerbe költöztek, az iskola azóta viseli jelenlegi nevét. 2001-ben a Juilliard ezenkívül a Jazz-Training-Programmal gazdagodott.

## Személyiségek

### Egykori hallgatók

#### Művészeti menedzser szak
- Deák Erika művészeti menedzser

#### Színjátszás, tánc
- Christine Baranski színésznő
- Pina Bausch táncosnő, koreográfus
- Morena Baccarin színésznő
- Charlie Barnett színésznő
- Jennifer Carpenter színésznő
- Jessica Chastain
- Martha Clarke koreográfusnő
- David Conrad színész
- Jenny Coogan táncosnő, koreográfus
- Marcia Cross
- Viola Davis
- Deák Erika színésznő
- Adam Driver színész
- Robert Garland koreográfus
- Thomas Gibson
- Kelsey Grammer
- William Hurt
- Gregory Jbara[6]
- Oscar Isaac
- Sophie von Kessel
- Val Kilmer színész
- Kevin Kline színész
- Erin Krakow
- Laura Linney
- Lar Lubovitch koreográfus
- Patti LuPone
- Luke Macfarlane
- Wendy Makkena
- Bruce Marks táncos, koreográfus
- Audra McDonald
- Kelly McGillis
- Elizabeth McGovern
- Robert Duncan McNeill
- Philipp Moog
- Cynthia Diana Morales táncosnő[7]
- Dennis Nahat táncos, koreográfus
- Bebe Neuwirth
- Lee Pace
- Mandy Patinkin
- Carrie Preston színésznő
- Sara Ramírez
- Adam Rapp rendező, forgatókönyvíró
- Monica Raymund
- Elizabeth Reaser
- Christopher Reeve
- Ving Rhames
- Henning Rübsam táncos, koreográfus
- Aris Sas
- Leslie Silva
- Kevin Spacey
- David Ogden Stiers
- Paul Taylor koreográfus
- Jeanne Tripplehorn
- Michael Urie
- Jess Weixler színésznő
- Bradley Whitford
- Robin Williams színész, rendező
- Michael Wincott színész

#### Zenészek
- Petri Aarnio hegedűművész
- Hinrich Alpers zongoraművész
- Matthew Aucoin komponista, zongorista, karmester
- Lera Auerbach zeneszerzőnő, zongorista
- Emanuel Ax zongoraművész
- Nathaniel Anthony Ayers nagybőgős
- Jenny Bae hegedűművésznő
- John Barth író, rövid ideig tanult s Juilliardon
- Tzimon Barto zongorista
- Jens Georg Bachmann karmester
- Tanja Becker-Bender hegedűművésznő
- Joshua Bell hegedűművész
- Bella Máté zeneszerző
- William Bennett oboás
- Bob Berg komponista, szaxofonos
- Herbert Blomstedt karmester
- Victoria Bond karmesternő
- Charles Zachary Bornstein karmester
- Leo Brouwer gitáros, komponista
- Martin Bruns baritonművész
- David Bryan billentyűs, zongorista, komponist
- Cameron Carpenter koncertorgonista
- Sarah Chang hegedűművésznő
- Van Cliburn zongorista
- Christopher Coletti trombitás
- Robert Craft karmester
- Christopher Czaja Sager zongorista
- Richard Danielpour komponista
- Miles Davis jazztrombitás
- Thomas Demenga csellista
- Deutsch Imre hegedűművész
- Avner Dorman komponista
- Michael Endres zongorista
- Bruce Ferden karmester, zenei rendező
- Janina Fialkowska zongoraművésznő
- Malcolm Frager zongoraművész
- David Garrett hegedűművész
- Alan Gilbert karmester
- Wallis Giunta mezzosopran
- Gottfried von der Goltz hegedűművész
- Philip Glass komponista
- Martha Goldstein csembalóművésznő, zongorista, főiskolai tanár
- Eddie Gomez jazzbőgős
- Gotō Midori hegedűművésznő
- Morton Gould komponista, zongorista
- Alan Greenspan klarinétos, szaxofonos, a Fed vezetője
- Henry Grimes nagybőgős
- Andreas Haefliger zongoraművész
- Volker Hartung brácsás, karmester
- Bernard Herrmann komponista, dirigens
- Tiffany Hwang énekesnő
- Kállai Ernő hegedűművész
- Sharon Kam klarinétosnő
- Michael Kamen komponista, oboás
- William Kapell zongorista
- Gilbert Kaplan karmester
- Jozef Kapustka zongoraművész
- Nigel Kennedy hegedűművész
- Kiss Krisztina zongoraművésznő
- Nanna Koch hegedűművésznő
- Claudia Kunz-Eisenlohr szopránénekesnő
- Margaret Leng Tan zongoraművésznő
- James Levine karmestef
- Ricardo Llorca zeneszerző
- Yo-Yo Ma csellista
- Henry Mancini komponista
- Barry Manilow énekes, zongorista, komponista, Arrangeur, producer
- Wynton Marsalis trombitás
- Clifton Matthews zongoraművész
- Robert McDuffie hegedűművész
- Mező László gordonkaművész
- Lucia Micarelli hegedűművésznő
- Leon Milo komponista, ütőhangszeres, harangjátékos
- Nicholas Milton hegedűs, dirigens
- Alexander Mishnaevski hegedűművész
- Thelonious Monk dzsesszzongorista
- Beata Moon zeneszerzőnő, zongorista
- Charlotte Moorman csellistanő
- Buddy Morrow dzsesszpozanos
- Nico Muhly komponista
- Itzhak Perlman hegedűművész
- Eytan Pessen zongorista, operadirektor
- Leontyne Price énekesnő (szopran)
- Einojuhani Rautavaara komponista
- Alfred Reed komponista
- Steve Reich komponista
- Aleksandra Romanić zongoraművésznő
- Jordan Rudess billentyűs, zongorista
- Vincent Schirrmacher operaénekes
- Stephen Schwartz komponista, zongorista
- Gerard Schwarz karmester
- Hazel Scott zongoraművész, énekesnő
- Raymond Scott komponista, zenekarvezető
- Nina Simone énekesnő, zongorista
- Lori Singer színésznő, csellists
- Dmitri Sitkovetsky hegedűművész, kafmester
- Leonard Slatkin dirigens
- Andre M. Smith basszuspozanos
- Mark Snow filmzeneszerző
- Simon Standage hegedűművész, karmester
- Wim Statius Muller zongorista, komponista
- Morton Stevens komponista
- Marioara Trifan karmesternő, zongorista, főiskolai tanár
- Francesco Tristano zongorista, komponista, producer
- Rosalyn Tureck zongoraművésznő, csembalóművész
- Ezequiel Viñao komponist
- Robert Ward komponista
- Alexis Weissenberg zongoraművész
- John Williams komponista, zongorista, karmester, producer
- Eric Whitacre komponista
- Phil Woods komponista, szaxofonos, zenekarvezető
- Pinchas Zukerman hegedűművész, karmester

### Tanárok
- Joseph Alessi pozanos
- Julius Baker furulyás
- David Berger trombitás, rendező, komponista, a Lincoln Jazz Orchestra vezetője
- Luciano Berio komponista, a Juilliard Ensemble alapítója
- Henry Brant zeneszerző
- Elliott Carter zeneszerző
- Frederic Cohen zongorista, komponista, karmester
- John Corigliano zeneszerző
- Bella Davidovich zongoraművésznő
- Dorothy DeLay hegedűművésznő
- Christopher Durang színdarabíró
- Sixten Ehrling karmester
- Ivan Galamian hegedűművész
- Sasha Gorodnitzki zongoraművész
- John Houseman színész, producer
- Sharon Isbin gitárművész
- Irving Kolodin zenekritikus
- Joel Krosnick csellista
- Tony Kushner színdarabíró
- Josef und Rosina Lhévinne zongoraművészek
- Karl Maihoroff zongoraművész
- Otto-Werner Mueller karmester
- Ichák Perlman hegedűművész
- Vincent Persichetti komponista
- Ruggiero Ricci hegedűművész
- Christopher Rouse zeneszerző
- Sándor György zongoraművész
- Peter Schickele komponista, humorista, P.D.Q. Bach
- Bessie Schönberg táncpedagógusnő
- William Schuman zeneszerző,  a Juilliard String Quartet alapítója
- Eduard Steuermann zongorista, zeneszerző
- Karen Tuttle hegedűművésznő
- John Weaver orgonista, zeneszerző
- Teddy Wilson zongorista
- Kiki Wislon énekes-táncosnő

## Fordítás
Ez a szócikk részben vagy egészben  a   Juilliard School című német Wikipédia-szócikk ezen változatának fordításán alapul.  Az eredeti cikk szerkesztőit annak laptörténete sorolja fel. Ez a jelzés csupán a megfogalmazás eredetét és a szerzői jogokat jelzi, nem szolgál a cikkben szereplő információk forrásmegjelöléseként.